# Monument funéraire de Legru et Lhenoret
Le monument funéraire de Legru et L'Henoret est un monument funéraire remarquable du cimetière du Père-Lachaise. Il est situé sur l'avenue principale (division no 1) tout près du portail principal.
L'architecte-sculpteur Marcel Rouillère (1868-1932) avait pour consigne d'éviter les formes et figures traditionnelles de l'art funéraire.
La version photographiée par François Antoine Vizzavona (1876-1961) comporte un médaillon représentant un homme.
Exposé au salon des artistes français en 1909, Rouillère a reçu une mention honorable.

## Les familles Lhenoret et Legru
Deux sœurs, artistes, reposent dans ce monument :
- Marguerite Louise Lhenoret, dite Marguerite Lynnès, pensionnaire de la Comédie-Française, née le 25 novembre 1855[2] à Lyon 3e, décédée le 8 février 1911[3] à Paris 8e.

- Antoinette Marie Lhenoret, connue sous le nom de Louis Urgel, compositrice, professeur de musique, née le 25 septembre 1857[4] à Lyon 3e, décédée le 15 août 1942[5] à Paris 7e.

Elle épouse Hector-Louis-Paul Legru le 27 août 1881 à Paris 10e.
Remarque : Antoinette-Marie Lhenoret avait débuté avec sa sœur une carrière de comédienne aux Menus-Plaisirs en 1878-79.
Elles sont les filles de Jules-Théodore Lhenoret, né vers 1824 et Marie-Louise Tabary (1835-1911).
La mort et les obsèques sont relatées par la presse :
Mort de Mme Hector Legru, née Lhenoret, connue sous le nom de Louis Urgel, « Comoedia » 22 août 1942
Les obsèques de Mlle Lynnès au Père Lachaise « Comoedia » 11 février 1911. On apprend que sa mère, Marie-Louise Tabary, l'a précédée de quelques semaines.
- Marie-Louise Tabary, (1835-1911), née le 25 mars 1835[10] à Clermont-Ferrand, décédée le 20 janvier 1911[11] à Paris 8e.

Elle est la fille de Louis Tabary et Louise Quayne, mariés le 22 février 1832 à Clermont-Ferrand.
Elle est la petite-fille de Jean-Baptiste-Joseph Tabary, officier d’infanterie, capitaine-adjudant-major de place du château de Vincennes, né le 15 mai 1757 à Lille, décédé le 16 octobre 1839, à Clermont-Ferrand et de Jeanne-Marie Bioves, mariés le 2 juillet 1793 à Monaco.
Elle épouse Jules-Théodore Lhenoret lequel est décédé avant le 27 août 1881, date du mariage Legru / Lhenoret.
- Hector-Louis-Paul Legru, industriel, banquier, né le 18 août 1846[14] à Gouy (Aisne), décédé le 5 juin 1915[15] Paris 8e.

Il est le fils d’Hector-Augustin Legru, né le 22 décembre 1818 à La Buissière, (Pas de Calais), directeur de la ferme de Guizancourt, commune de Gouy, fabricant de sucre et raffineur à Pierrefonds, Mareuil-en-France, et au Port de Saint-Ouen, et Sophie-Azéma Couppé.
La mort et les obsèques d’Hector Legru sont relatées par la presse, nécrologie « Le Figaro » 6 juin 1915 et  obsèques « Le Figaro » 8 juin 1915.
Hector-Louis-Paul Legru a un oncle, Célestin-Joseph Legru qui épouse Marie-Célestine Hennequin le 24 juin 1876 à Paris 10e. Cet oncle est alors veuf de Catherine-Joseph Deleau, il est né le 31 octobre 1829 à Labuissière, (Pas de Calais), fils de défunt Célestin-Joseph Legru et d’Anasthasie Hennebel, domiciliée au Cateau, (Nord).
Les Legru sont originaires de Labuissière, (Bruay-la-Buissière, Pas-de-Calais), plusieurs membres de cette famille sont fabricants de sucre, certains deviennent très fortunés, comme Hector-Augustin Legru, le beau-père d’Antoinette-Marie Lhenoret. Avant la Révolution, les Legru étaient les meuniers de Pénin (Pas-de-Calais).
La concession date de 1905, d'autres personnes reposent dans ce monument.

## Galerie

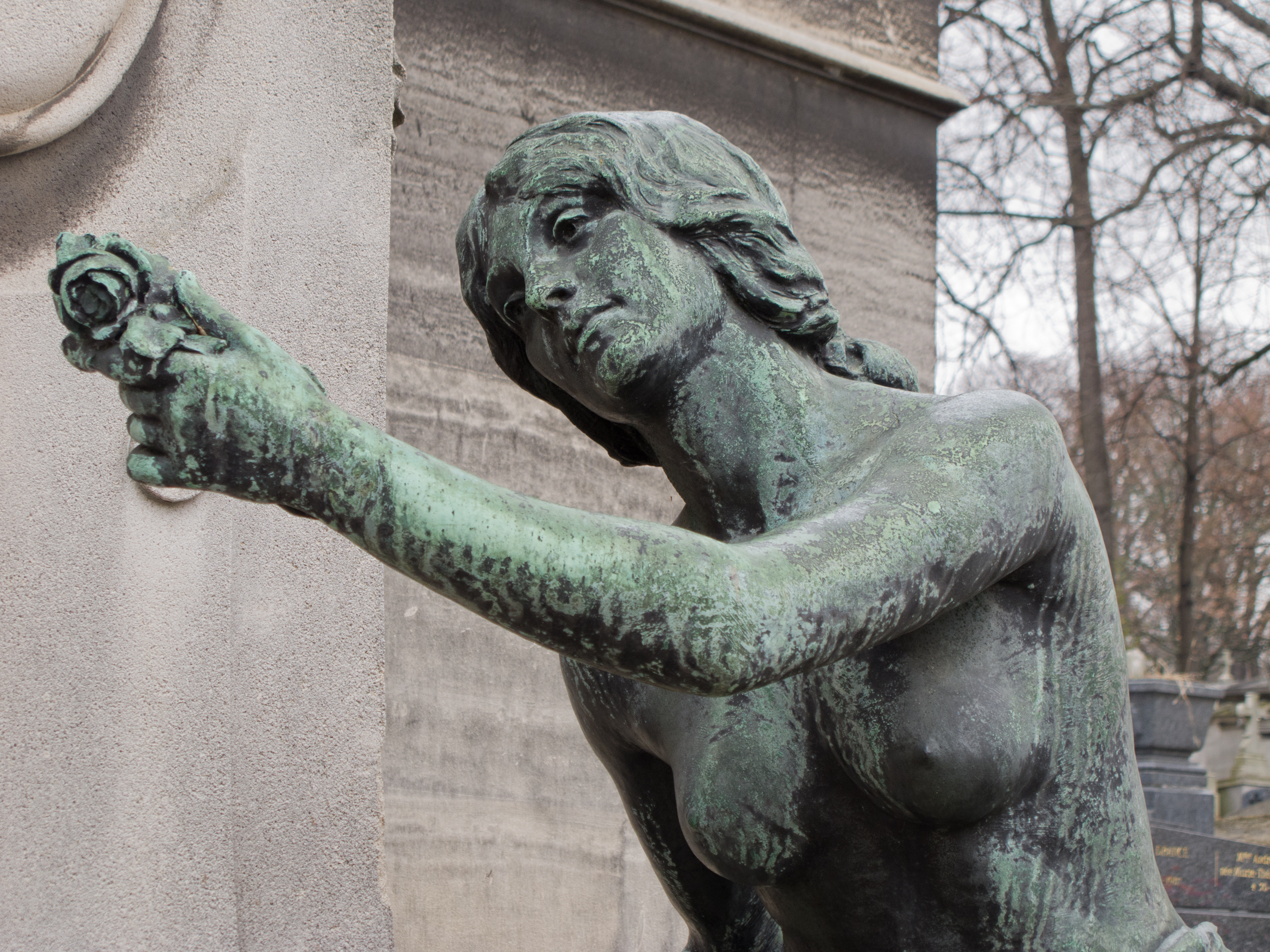
Statue
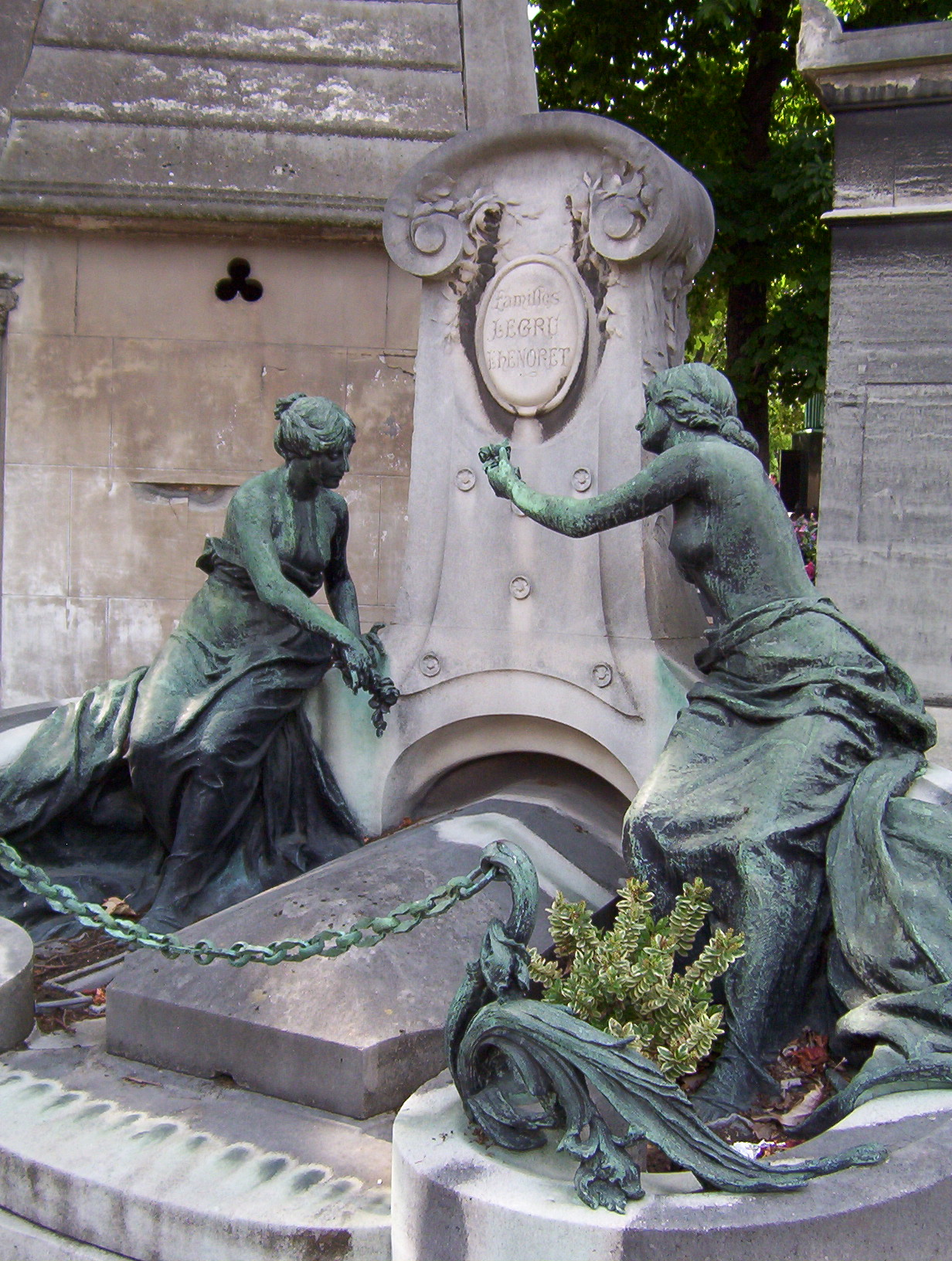
Monument
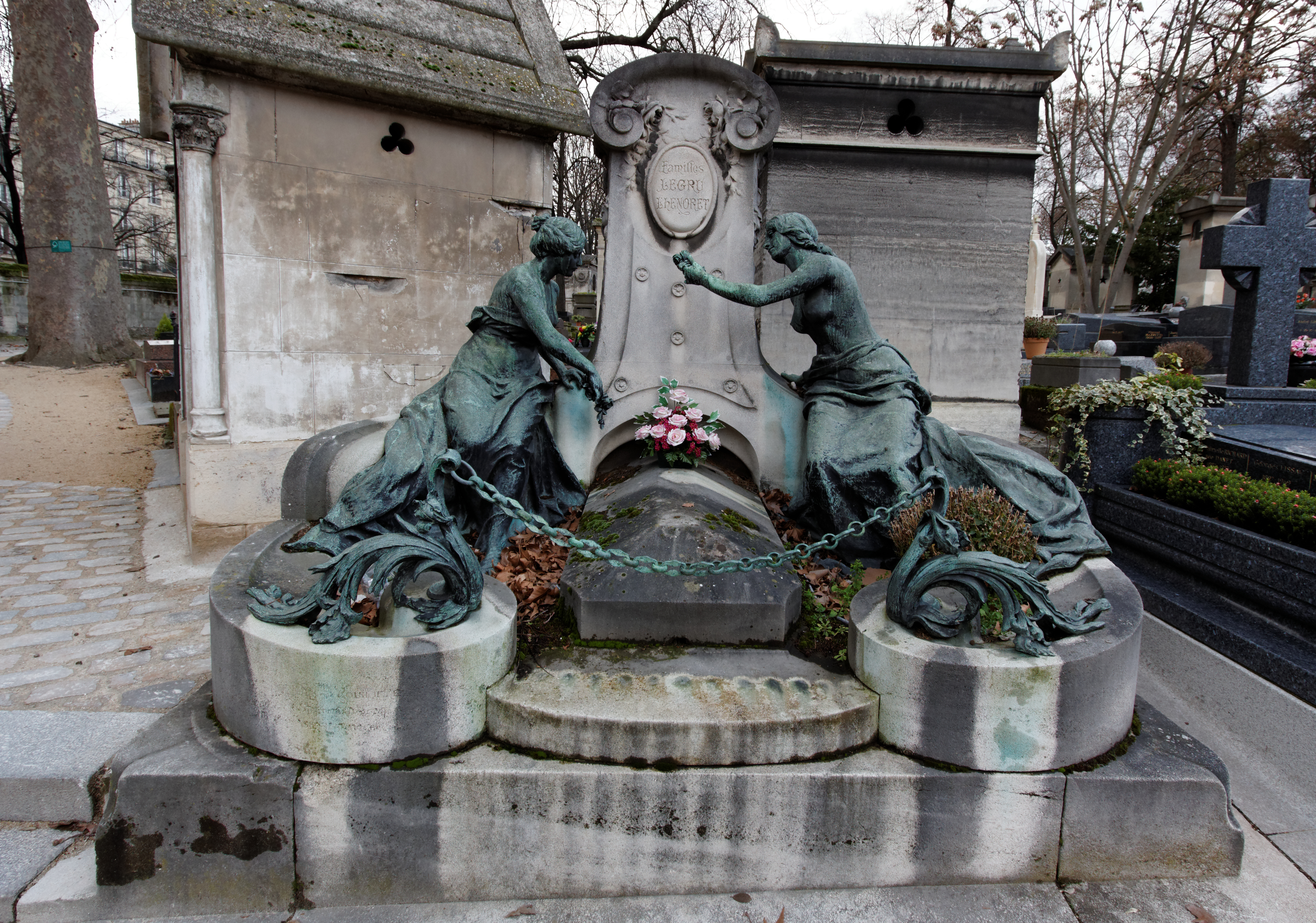
Monument
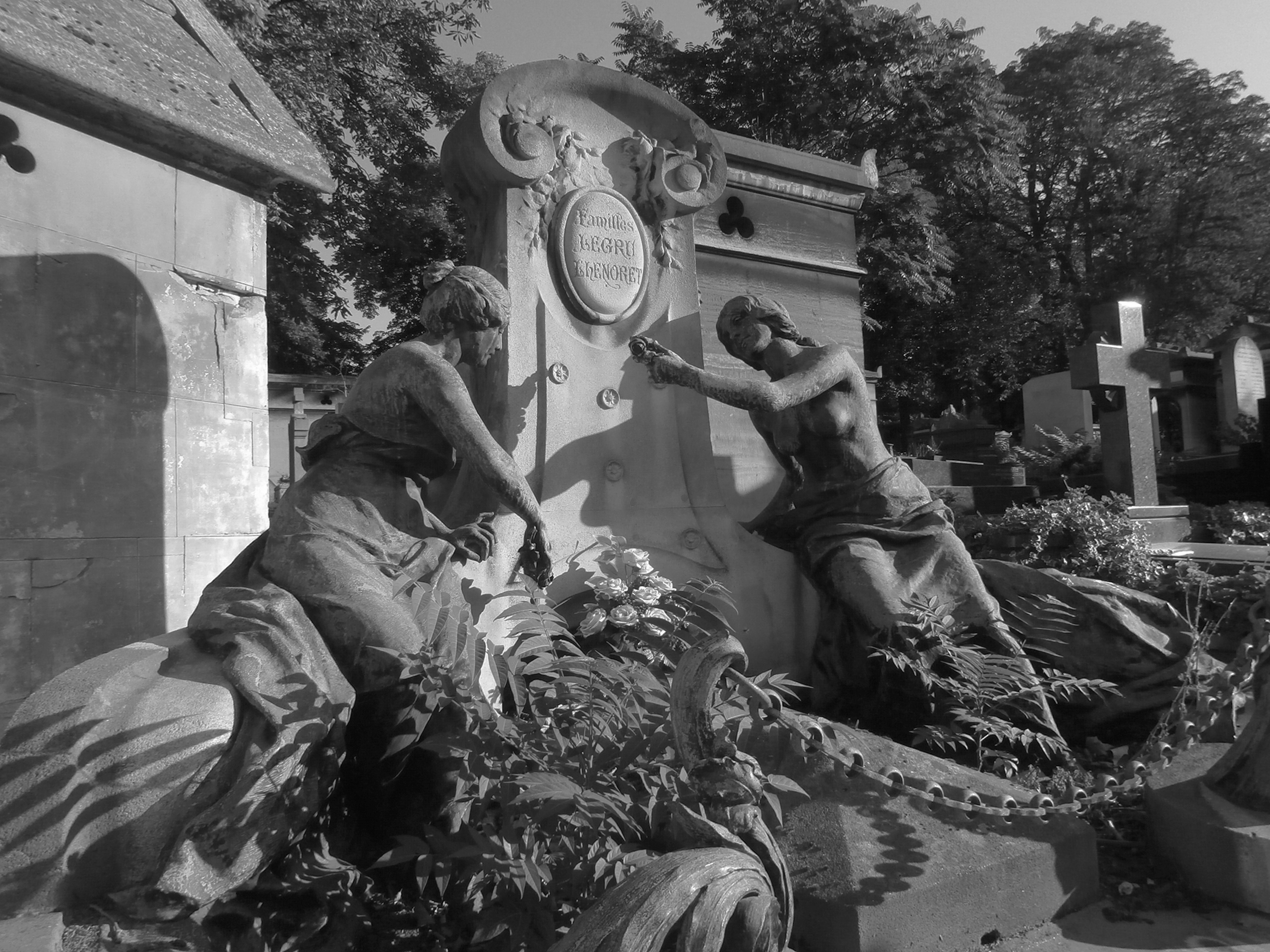
Monument
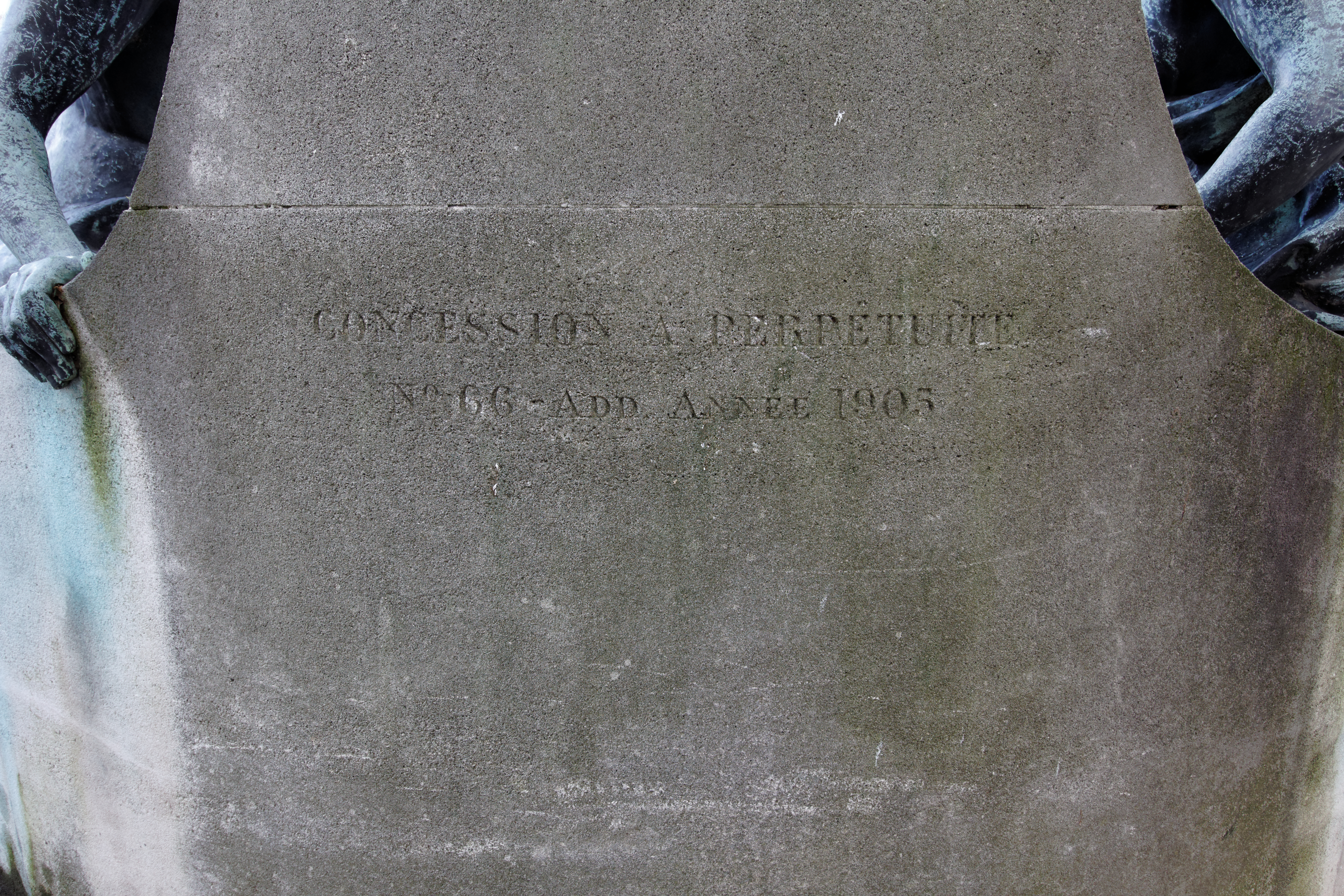
Numéro et date de Concession